# Zacycloptera
Zacycloptera is een geslacht van rechtvleugeligen uit de familie sabelsprinkhanen (Tettigoniidae). De wetenschappelijke naam van dit geslacht is voor het eerst geldig gepubliceerd in 1907 door Caudell.

## Soorten
Het geslacht Zacycloptera  is monotypisch en omvat slechts de volgende soort:
- Zacycloptera atripennis (Caudell, 1907)